# Clan dei Barcellonesi
Il clan dei barcellonesi è un clan mafioso originario di Barcellona Pozzo di Gotto. È considerato uno dei più potenti clan mafiosi della Sicilia orientale e della provincia di Messina. L'insieme dei gruppi criminali riconducibili a tale clan vengono definiti "la mafia del Longano", in riferimento al fiume che attraversa il comune barcellonese.

## Storia
Non vi sono delle fonti attendibili che certifichino un'origine storica precisa del fenomeno mafioso nella zona di Barcellona Pozzo di Gotto. I primi fenomeni di tale natura ufficialmente documentati risalgono alla seconda metà del 900. In particolare durante gli anni 80, agiva il clan capitanato da Carmelo Milone, che fu poi coinvolto nel Maxiprocesso di Messina del 1986, insieme ad altri tre presunti gruppi criminali appartenenti alla realtà mafiosa messinese. Tuttavia il crimine di associazione a delinquere di tipo mafioso (art. 416-bis del codice penale) fu riconosciuto solo per ventisette imputati considerati membri del clan di Gaetano Costa, mentre le altre tre cosche, inclusa quella barcellonese, non furono classificate come mafiose. Nei primi anni '90, il clan barcellonese di Carmelo Milone fu gravemente decimato durante la cruenta faida con il boss Giuseppe Chiofalo (noto come Pino) e i suoi alleati, affiliati alla 'ndrangheta e al clan catanese dei Cursoti. Milone stesso fu arrestato e sostituito da Giuseppe Gullotti, che era molto vicino a Nitto Santapaola e in seguito fu condannato all'ergastolo per l'omicidio del giornalista Beppe Alfano. Nel corso degli anni 2000, fino ai giorni nostri, il clan ha continuato ad esercitare una forte influenza, attraverso la successione di varie figure, tra cui Tindaro Calabrese, Carmelo Bisognano, Salvatore Ofria, Carmelo D'Amico.

## Attività
Il clan dei barcellonesi ha sempre avuto una notevole forza intimidatrice. Rispetto ai cugini messinesi, la mafia barcellonese risulta più violenta ma di conseguenza anche meno affarista e meno occulta. In particolare le attività del clan vanno dalla gestione illecita degli appalti, alle estorsioni, al traffico di stupefacenti (per il quale fanno affidamento sull'alleanza con i clan messinesi per i canali di approvvigionamento delle droghe, ma anche con i clan catanesi e talvolta palermitani).